# Psathyrella bipellis
Psathyrella bipellis es una especie de hongo en la familia Psathyrellaceae.

## Taxonomía
La especie fue originalmente descripta en 1884 por el micólogo francés Lucien Quélet, con el nombre de Psathyra bipellis. Alexander H. Smith la mudó al género Psathyrella en 1946.